# Sinchi Roca

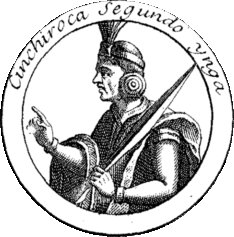

Sinchi Roca, nach peruanischer Quechua-Schreibung Sinchi Ruq'a (in manchen Quellen nach einer älteren Schreibweise Sinci Roca), war der zweite Herrscher (Sinchi, nach Manco Cápac) des Königreichs von Qusqu (Cuzco) (etwa ab 1230; manche Autoren gehen stattdessen von 1105 aus). Er war der Sohn von Manco Cápac und Vater des späteren Inka Lloque Yupanqui.
Aus dem Königreich von Cuzco entwickelte sich im zwei Jahrhunderte später unter der Regierung von Pachacútec Yupanqui das Inka-Reich. In der Inka-Mythologie führte Sinchi Roca seine Familie in das Tal von Qusqu.
Der Chronist Pedro Cieza de León schrieb, dass Sinci Roca Inka-Terrassen anlegen ließ und riesige Mengen an Erde in das Tal schaffen ließ, um dort die Fruchtbarkeit des Bodens zu erhöhen.
Der Titel Ruq'a bedeutet so viel wie Major oder Führer, während Qhapaq (Titel seines Vaters) sich etwa mit Kriegsherrscher übersetzen lässt.